# کلینتن (نبراسکا)
کلینتن(به انگلیسی: Clinton) شهری در ایالت نبراسکا کشور ایالات متحده آمریکا است که جمعیت آن در سرشماری سال ۲۰۱۰ میلادی، ۴۱ نفر بوده‌است.